# Jules-César Houel
Pour les articles homonymes, voir Houel.
Jules César Houel, né le 28 janvier 1818 à Alençon et mort le 24 février 1876 à Asnières-sur-Seine (France), est un ingénieur civil, administrateur délégué de Fives-Lille et fondateur de la ferme industrielle d'Avoise (Orne).

## Biographie
La famille Houel est originaire de Mamers (Sarthe) et remonte en 1760. François Mathurin Houel (1760-1816) était marchand épicier. Ce dernier eut avec Charlotte Granger (1765-1799), trois enfants, Jean-Joseph, Adélaïde Charles et Pierre Ferdinand. Jean-Joseph Houel né en 1788 était officier au 11e régiment d'infanterie de ligne ainsi que marchand épicier dont le magasin se situe au no 17 de la rue aux Sieurs. Il alla habiter avec sa femme à Alençon, rue du Mans. Après son mariage avec Marie Sophie Decombes (1796 - 1876), il eut trois enfants, Jules-César Houel né le 28 janvier 1818, et François-César Auguste et César-Octave. L'un devint industriel et l'autre pharmacien. Jean-Joseph Houel meurt le 22 février 1840.
La mère de Jules-Cesar Houel est née à Sées le 28 mars 1796 (fille de François-César Descombes, et de Normand Marie Françoise faïenciers âgé de 53 ans à la naissance de Jules). À partir de 1840, elle vit avec son fils François-César Auguste, rue aux Sieurs puis rentière, rue du Plénître. Elle meurt le 16 septembre 1876 à Radon ferme (château) d’Avoise, chez son petit fils Gervais-Jules Houel (quelques mois après son fils Jules-César Houel).
Après des études à l'École des arts et métiers d'Angers, diplômé en 1836, Jules-César Houel fut rapidement employé par Desrone & Cail, société créée à Paris le 4 mars 1836, par Charles Derosne et Jean-François Cail, qui construisait des machines à vapeur pour les sucreries et des locomotives. Alors, ingénieur en chef de la firme, Jules César Houel va améliorer les performances de la locomotive Crampton, déjà innovante et performante pour son époque, et en faire la locomotive la plus rapide du monde à l'époque. Jules-César Houel  conçut également un système d’organisation du travail adapté aux techniques nouvelles et réorganisa ainsi profondément la production des usines de l'époque. Il est promu seulement quatre ans après, en 1840, directeur des usines Cail à Paris.
Alors habitant à Paris, et âgé de 25 ans, il rencontre en 1843, Marguerite Anna Delaunay (1821-1870), fille de Gervais Antoine Gilles DELAUNAY, négociant en vin, avec qui il se marie la même année à Choisy-le-Roi. De cette union naîtra deux enfants, leur unique fille  Anna Marie Houel (1848-1866) et leur unique fils, Gervais Auguste Jules Houel (1844-1899) qui suivra le même parcours que son père, École centrale (promotion 1885) puis ingénieur industriel. Gervais Auguste se maria en 1871 avec Louise Marie Laure Phillips, la fille d'un polytechnicien, Edouard Phillips, ingénieur en chef des mines, fils d'un immigrant anglais. Ils auront trois filles, Marie Anna Noemi (décédée à l'âge de 22 ans), Hélène et Suzanne (1884-1971). Hélène se maria avec un exploitant agricole lyonnais Paul Garin avec qui ils eurent un seul fils Jean qui décéda précocement. Suzanne se maria avec le Baron Louis Duchaussoy (1874-1965), petit-fils du Vicomte Victor Joseph Delcambre de Champvert, de qui naitront Jacques Duchaussoy Delcambre de Champvert, agronome et écrivain, (1905-1995) et Ghislaine  qui se maria avec André Jousset, inspecteur des Eaux et Forêts et qui repris la propriété d'Avoise au décès de sa tante.  

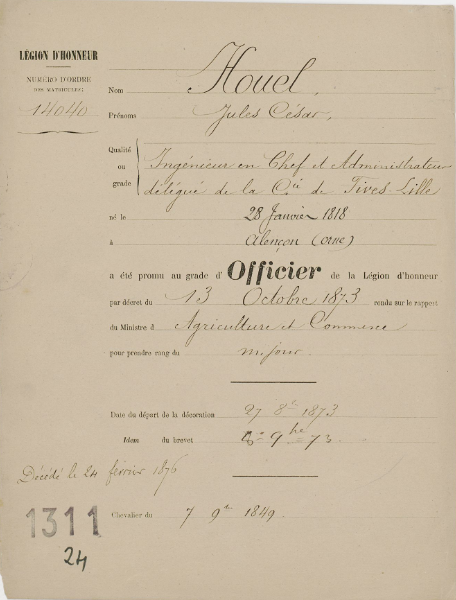
Légion d'honneur

Jules-César Houel  recevra la Légion d'honneur au grade de chevalier, le 7 juillet 1849 pour son innovation dans le monde du travail, transformation qui s’étendra à toute l'Europe au cours du XIXe siècle. Jules César Houel s'achètera rapidement une maison à Paris, aux 48 quais de Billy. Il forme en 1861 avec Parent & Schaken et Cail la participation "J. F. Cail, Parent, Schaken, Houel, Caillet, Paris et Fives-Lille" ayant pour objectif de fabriquer à grande échelle des locomotives à vapeur et des équipements destinés à la construction de voies de chemin de fer. Cette participation, qui facilite le démarrage de la société, donne lieu à la construction de nombreux ouvrages en collaboration avec Cail : locomotives, ponts, viaducs, charpentes métalliques telles que le viaduc de Busseau. Plus de 2 000 ponts de chemin de fer, une centaine de ponts routiers, dont certains monumentaux, des gares de chemins de fer dont la célèbre gare d'Orsay, et plus de 2 000 locomotives sortiront de ses ateliers. Jules-César Houel  est à mi-chemin entre Jean François Cail (1804 - 1871) quasi autodidacte et un Armand Moisant (1838 - 1906, centralien plus jeune de 20 ans) constructeur de l’usine Menier à Noisiel-le-Sec.

Entre-temps, vers 1856, Jules-César Houel et deux autres amis ingénieurs créent trois fermes industrielles de distillerie de betteraves en plaine d'Alençon. Toutes, en basse Normandie. Trois fermes distillerie sont ainsi créées. Avoise à Radon (61), Briante à Colombier et la Normanderie au Ménil-Erreux. Jules-César Houel fit raser l'ancien manoir d'Avoise. Afin de produire de l'alcool de betteraves à grande échelle, le domaine passe en quelques années de 232 ha à 369 ha et emploient près de 80 ouvriers. Il appliqua les techniques ferroviaires pour circuler entre les bâtiments de la ferme afin d'accroitre la rentabilité.  Après dix ans d'efforts et malgré la puissance et l'ensemble des moyens mis en œuvre, ainsi que l'effondrement du prix de l'alcool, le domaine devient alors une grande exploitation agricole dès 1870. Il l’exploite directement à l’instar de tous les autres qui prennent un régisseur. Jules-César Houel est un industriel. Son domaine est implanté à proximité d’une centre urbain (modeste comme Alençon) fait partie de la seconde génération des industriels qui s’engage dans l’aventure agricole. Il suit les pas de Jean-François Cail patron d’industrie dans les domaines de la sucrerie, la locomotive et la métallurgie et au passé très modeste. Cail est persuadé que l’agriculture peut être révolutionnée grâce aux machines à vapeur qui permettent d’actionner des appareils mécaniques facilitant le travail de l’homme de l’animal. Il applique les méthodes de l’industrie au monde agricole (concentration verticale, machines nouvelles, organisation rationnelle du travail, épandage d’engrais). Cail met 25 ans pour acquérir la ferme de la Briche en Indre-et-Loire, Jules-César Houel achète à partir de d’un seul tenant l’ancien fief d’Avoise puis atteint 365 hectares, 10 ans plus tard. 

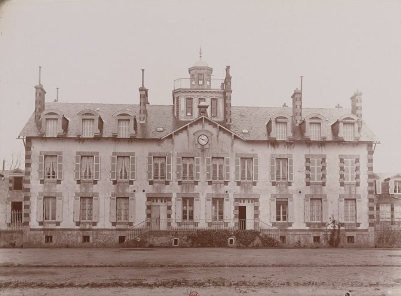
Domaine d'Avoise - Le château

Le 13 octobre 1873 il est promu au grade d'officier de la Légion d'honneur. distinction décernée par le ministre de l’agriculture et du commerce. Cette décoration lui est remise par le général de division d’artillerie Morin, grand officier d’honneur et directeur du conservatoire des arts et métiers de Paris. Alors propriétaire du Château d'Avoise il habite également un hôtel particulier à Paris, au 79 avenue des Champs-Élysées. À la suite de poursuites de Jules-César Houel alors administrateur délégué de la compagnie Fives-Lille contre l'administration de l'enregistrement et des domaines au tribunal civil de première instance d'Alençon, Jules-César Houel est retrouvé mort dans la Seine, le 24 février 1876 à Asnières-sur-Seine. C'est alors son fils qui reprend le domaine d'Avoise qui restera dans la famille jusqu'en 1960, léguée de génération en génération par les femmes et appartenant ainsi aux familles Houel, Garin, et Jousset.
Auguste Cesar Houel est élève pharmacien en 1840 au moment du décès de son père. Après l’obtention de son diplôme le 1er septembre 1843, il devient pharmacien (son nom est présent dans l’annuaire de l’Orne de 1860 à 1877) et reprend l’emplacement de la boutique de son père rue aux Sieurs. D’après la statistique médicale de 1861, 1866 (d’après le recensement de ces mêmes années) : Houel figure dans le canton Ouest. En 1877, son nom est barré sur la liste établie pour le Département de l’Orne, arrondissement d’Alençon : « statistique médicale de 1877, état des docteurs en médecine, officiers de santé, pharmaciens, herboristes et sages-femmes en exercice » (cote M 1347). D’après ce document, il aurait fait ses études à Paris, la date de réception du diplôme est le 1er septembre 1843 (Mr Boulard indiqué en observation). Idem sur la liste établie et signée du maire d’Alençon le 24 janvier 1877.

## Formation et ascension chez Desrone & Cail
Au XIXe siècle, les trois Écoles des arts et métiers sont successivement créées pour répondre aux besoins croissants de l'industrie : Châlons-en-Champagne, Angers et Aix-en-Provence. Jules-César Houel  intègre l'école d'Angers en 1832. À l'époque le fondement de l'école d'arts et métiers, est un lieu où artisans et ouvriers pourraient s'instruire en dehors de leurs heures de travail. Dès 1806, la priorité est donnée à l’apprentissage d’un métier industriel et à la culture générale. C’est une école professionnelle, qui forme des jeunes à partir de 12 ans. La durée des études est alors de 3 années et 4 années pour les meilleurs élèves. Après un examen de sortie satisfaisant, les élèves reçoivent un ‘‘certificat d’études’’. La majorité des diplômés était alors embauchée en tant que contremaître ou chef d’atelier dans les manufactures de l’État ou dans des industries privées. Elle est bientôt considérée comme le meilleur établissement technique d'Europe. 
À l’âge de 14 ans, Houel a la possibilité de faire des études à l’École royale des arts et métiers d’Angers. Une demande est faite en son nom auprès du préfet de l’Orne par le ministère du commerce et des travaux publics le 20 novembre 1832 (cote AD :T59). Ses parents s’engagent à payer la moitié de ses frais de scolarité. Le Département de l’Orne prend en charge la seconde moitié (il est déclaré pensionnaire ordinaire, c’est-à- dire qu’il ne bénéficie par de bourse spécifique, ses parents pouvant subvenir à ses études). Il fait son entrée début octobre 1833. Il sort 2e de sa promotion en 1836. Sa formation a consistée en un apport théorique et pratique dans 4 types d’ateliers Forges et fonderies…. Tres rapidement, il gravit les échelons tout en poursuivant des études. Alors âgé de 18 ans, il est embauché en 1836 par la maison Desrone & Cail, qui fut longtemps l'école d'application des dessinateurs, des contremaîtres et des ingénieurs mécaniciens français. Ainsi Jules César Houel commence sa carrière en tant que contre-maitre, en fabriquant des machines propres à cintrer les chaudières et les coupoles sphériques en cuivre pour les sucreries de cannes et de betteraves. Témoin au second mariage de son frère Auguste François en 1853, il est mentionné qu’il est déjà ingénieur civil. Il fit « remonter jusqu'aux ingénieurs et aux bureaux d'études l'organisation et le contrôle de la production jusque-là dévolue au chef d'atelier » il réorganise ainsi profondément la production. Il est promu seulement quatre ans après son intégration au sein de l'entreprise, en 1840, directeur des usines Cail à Paris. 

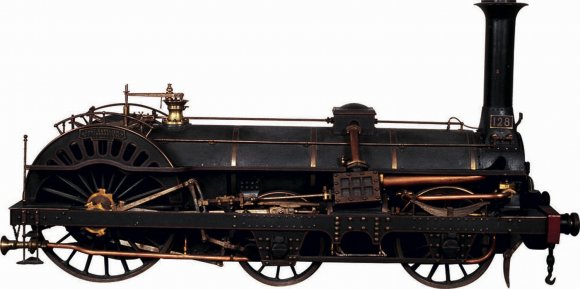
Locomotive Crampton

Il est alors âgé d'à peine 22 ans. Néanmoins le rôle joué par les bureaux d’études dans la conception des produits, qu’il s’agisse de bien de consommation ou d’outils de production, devint une autre caractéristique majeure de l’organisation des entreprises de cette époque. Le processus de conception reposait sur une étroite coopération entre les différents métiers présents au sein de l’entreprise et sur un dialogue avec les donneurs d’ordres. Jules César Houel sera fait chevalier de la Légion d'honneur, le 7 juillet 1849 pour cette innovation dans le monde de l'entreprise. Cette transformation s’étendra à toute l'Europe au cours du XIXe siècle. Il fonda avec d'anciens élèves de l'École centrale la Société centrale des ingénieurs civils, fondée par les anciens élèves de l'École centrale des arts et manufactures, le 4 mars 1848.  

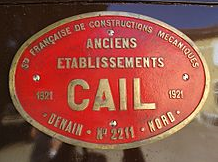
Anciens Établissements Cail

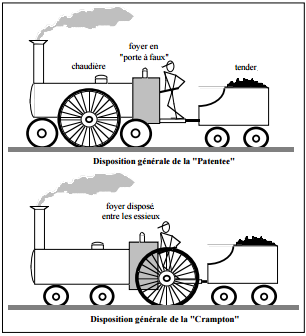
Modifications de la Crampton par J.C. Houel

Alors ingénieur chez Desrone & Cail alors renommé Cail, Jules César Houel va jouer un rôle très important dans la fabrication des locomotives de l'époque et faire tout le succès[réf. nécessaire] de l'entreprise. Jules César Houel va étudier une locomotive alors anglaise, la Crampton et essayer de l'améliorer. La Crampton déjà surnommée le « lévrier du rail », est créée par l’ingénieur britannique Thomas Russell Crampton à la fin des années 1840. Les locomotives traditionnelles de l’époque comportent trois essieux, l’essieu moteur étant central. Le foyer, pièce difficile à loger du fait de sa hauteur, est rejeté complètement à l’arrière de la locomotive, derrière le dernier essieu, créant une lourde porte à- faux préjudiciable à l’équilibre de la machine. Toutefois cette disposition, regroupant les essieux au centre, donne une locomotive plus courte qui s’inscrit mieux dans les courbes serrées des voies anglaises mais les voies sont véritablement trop sinueuses et ne favorisèrent pas l'utilisation de ce genre de machine telle la Crampton. De plus elle est apparue dans une période de forte transition technique, en conservant des solutions dépassées et dans une période où la vitesse n’était pas encore recherchée pour elle-même et ne pouvait être pratiquée sur un réseau dont les installations fixes accusaient un retard technique.
Si la disposition générale restait identique, avec les deux grandes roues motrices disposées à l'arrière, Jules César Houel ajouta des longerons pour renforcer le châssis, redessina les circuits de vapeur et modifia la distribution de vapeur aux cylindres. La locomotive fut mise en service sur les réseaux du Nord et de l'Est, entre 1845 et 1849. Le réseau du Nord pratiquait déjà une politique de vitesse, qui fut payante pour les décennies suivantes. Le réseau du PLM commanda à son tour des "Crampton" à partir de 1849. En 1853, par décret, Napoléon III fixa la vitesse maximale de ces locomotives à 120 km/h : mais, très souvent, des vitesses supérieures furent atteintes ! Celle-ci permettait de doubler voire de tripler la vitesse des trains de l'époque. Cette rapidité n'est pas au détriment de la puissance, car les machines Crampton de Derosne et Cail, ou de Jules César Houel, ne traînent pas moins de douze voitures de voyageurs. Ces locomotives durèrent jusque vers 1870, époque où des machines à deux essieux moteurs les supplantèrent en tête de trains rapides plus lourds.

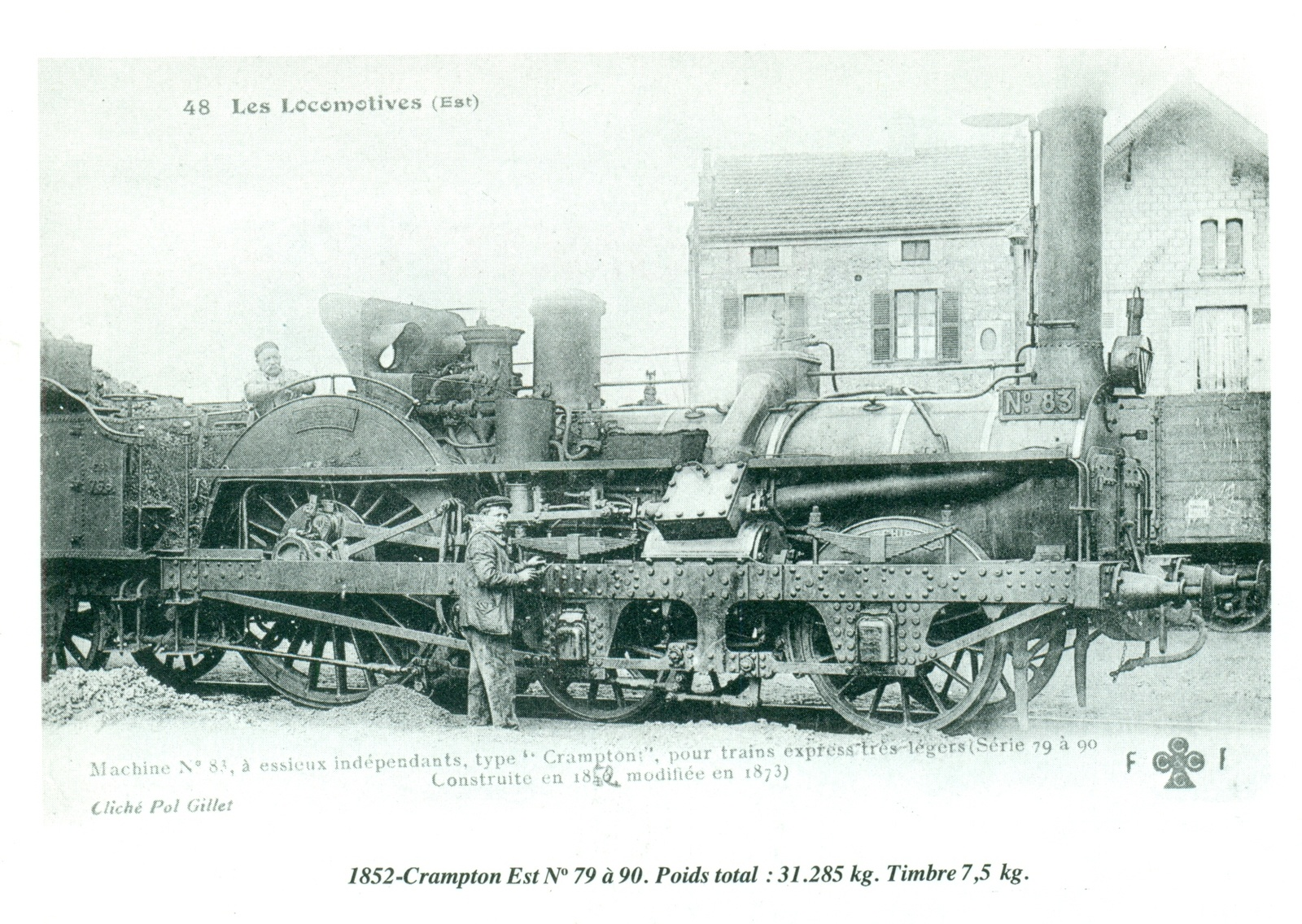
Locomotive Crampton par Houel

Le retard de la France en matière de construction de voies ferrées donne le temps aux ingénieurs de faire un bilan et d’éviter de répéter certaines des erreurs du chemin de fer anglais, tel un gabarit trop restreint ou des tracés trop sinueux. Les ingénieurs établissent en France un gabarit plus grand permettant de faire circuler des locomotives plus longues, beaucoup plus puissantes et plus rapides. Ils dessinent des lignes de chemin de fer rectilignes ou avec courbes de très grands rayons. La Crampton, locomotive longue et puissante, trouve enfin en France les voies qui lui manquaient sur le sol anglais. Alors que les chemins de fer se développent plus tôt ou plus rapidement au début du XIXe siècle au Royaume-Uni, en Allemagne, en Belgique ou en Suisse, la France prend du retard à cause des guerres napoléoniennes, la reconstruction monopolisant de lourds investissements qui feront défaut à la création des premières lignes qui sont d'abord courtes, servant à relier des villes voisines ou à donner aux cités minières et industrielles un débouché vers une voie d'eau[réf. nécessaire]. De plus, la France dispose d'un réseau routier (routes royales et départementales) et surtout d'un réseau de canaux et d'une batellerie bien développés, les mentalités n'étant pas encore prêtes à ce changement du mode de transport. Ainsi, les Ponts & Chaussées définissent, dans les années 1840, les chemins de fer comme des « canaux secs », simples compléments des canaux d'eau. L'arrivée de la Crampton ouvre alors un énorme marché pour Cail, la France peut devenir, grâce à cette locomotive, leader en Europe des chemins de fer. En 1850, la société que Jules César Houel fonda figure au second rang parmi les constructeurs français de locomotives. Elle se lance, en 1855, dans la construction métallique avec celle du pont d’Arcole, premier pont à être réalisé en fer et non en fonte, puis celle du pont de Moulins en 1858. Ces entrepreneurs individuels comme Jules César Houel et Jean-Francois Cail ont été les « moteurs de la croissance », les « héros » de la révolution industrielle à la française.

## L'entreprenariat chez Fives-Lille

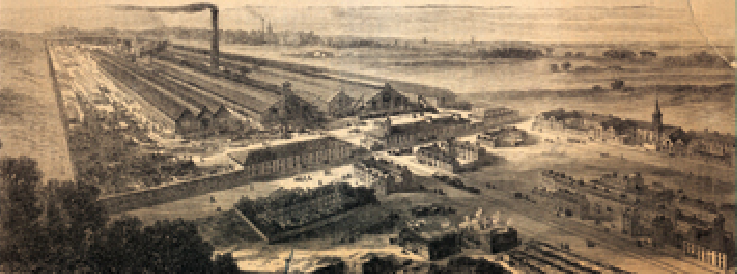
Plan des usines de Parent, Shacken, Houel et Caillet à Fives-Lille, vers 1865

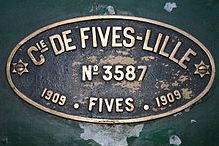
Fives-Lille

Elles ont joué un rôle de premier plan dans la transformation du système technique, qu’il s’agisse de l’usage de l’énergie vapeur, de Fives et les trois révolutions industrielles la maîtrise de nouveaux matériaux ou de la mécanisation. Leur succès illustre le rôle majeur joué par les initiatives d’entrepreneurs individuels, engagés personnellement dans la gestion de l’entreprise, dans l’émergence et le développement des technologies fondatrices de la première révolution industrielle. La firme appartient alors à Pierre Schaken, général de la garde civile belge et à Basile Parent, gros propriétaire normand. Leur entreprise s’est déjà distinguée en construisant, en 1835, le premier chemin de fer de Belgique, entre Bruxelles et Malines. Cela lui a permis de remporter la quasi-totalité du marché ferroviaire français et de pouvoir louer à la Compagnie du chemin de fer des locaux à Oullins, près de Lyon, pour y fabriquer ses locomotives à vapeur.  Les nouveaux constructeurs se voient dès lors confier des  commandes massives. La Compagnie "Le Grand Central de France" les charge de la fabrication de toutes les locomotives et de tous les tenders qu’utiliseront ses sections de lignes concédées. Le 18 mars 1855, on leur demande 15 locomotives mixtes et 10 machines pour marchandises. La demande est telle que les deux associés doivent confier à Cail dont Jules-César Houel la sous-traitance de 10 autres machines. Le 1er août 1861, le bail de Parent&Schaken prend fin et malgré leur désir, n’est pas renouvelé. C'est donc, la Compagnie du chemin de fer du Grand Central de France qui reprend l'exploitation de ses ateliers d’Oullins mais le Grand Central fait faillite et les ateliers d’Oullins passent désormais sous le contrôle du P.L.M. (et plus tard de la S.N.C.F.). Les commandes affluent. L’industriel belge doit déménager son outil de production. Basile Parent achète un terrain de 10 hectares à Fives, un quartier industriel de la ville de Lille. Pour bâtir leur usine lilloise, qu’ils vont baptiser « Ateliers de construction mécanique de Fives». Les deux hommes s’associent alors avec Jules-César Houel et Ferdinand Caillet. Le premier est directeur des usines parisiennes des Établissements Cail. Le second dirige les ateliers d’Oullins. L’objectif des quatre hommes est de fabriquer à grande échelle des locomotives à vapeur et des équipements destinés à la construction de voies de chemin de fer. À l’occasion de ce rapprochement, la société forme avec la maison Cail la "participation J. F. Cail, Parent, Schaken, Houel, Caillet, Paris et Fives-Lille" et son aventure sur le site de Fives commence. 

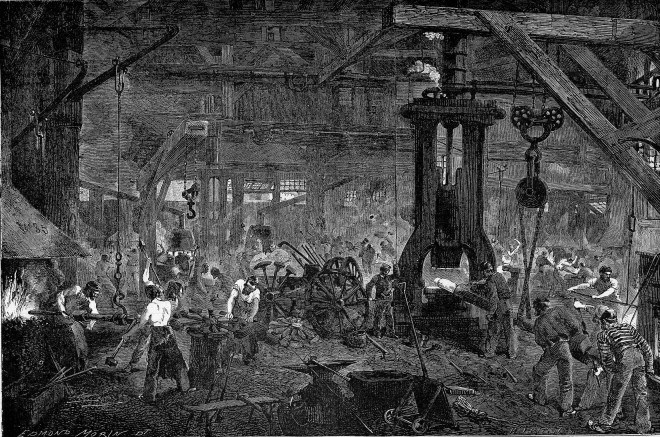
Usines Cail en 1860

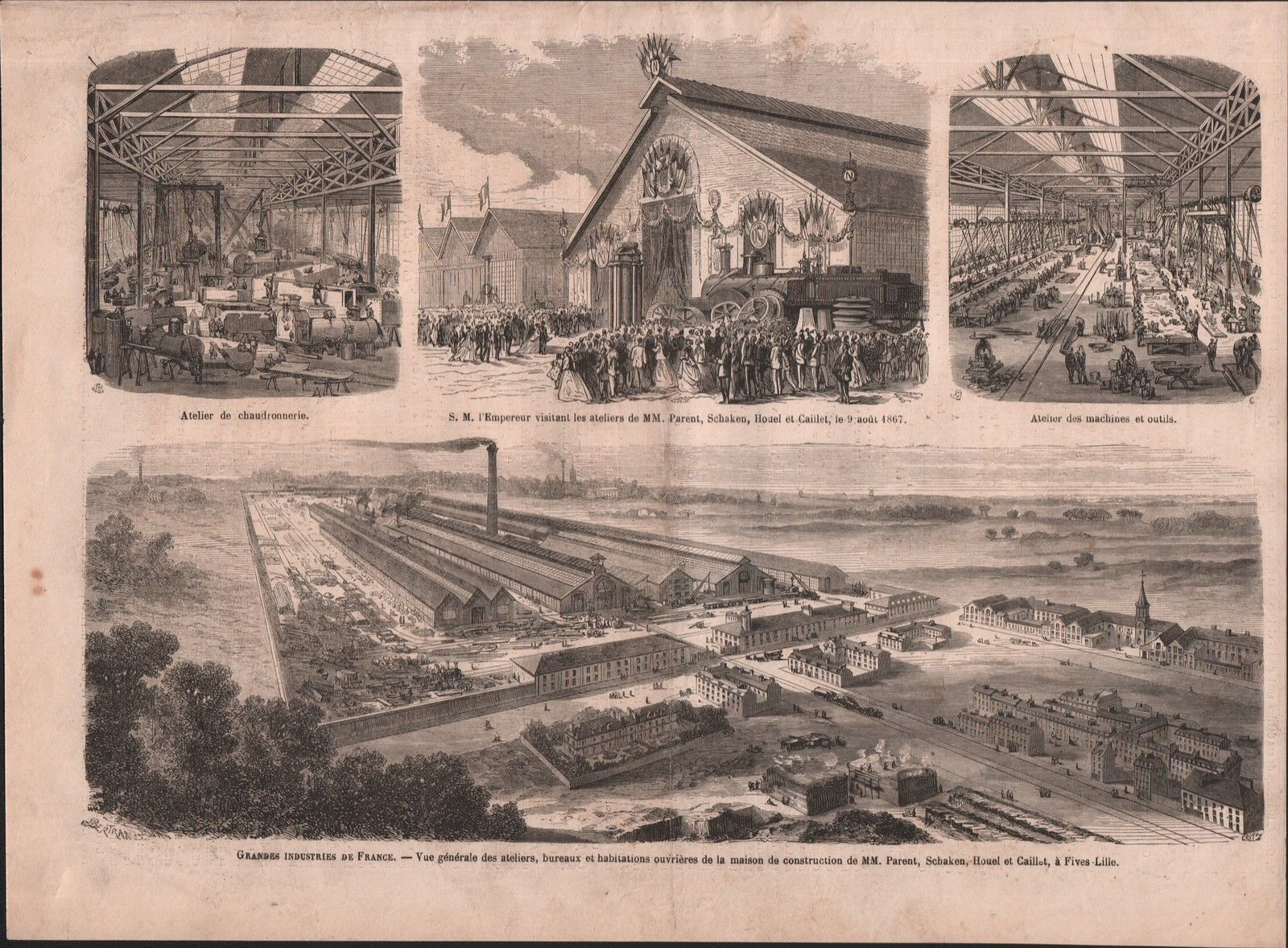
Visite de Napoleon-III aux ateliers Parent, Schaken & Houel

La société en nom collectif avait alors treize associés et un capital de 4 millions de francs (10,12 millions d'euros). En 1865 la société avait un besoin en capital pour poursuivre son expansion. Un mémoire d'association du 14 décembre de cette même année transforma l'affaire en société par actions à responsable limitée dont le capital était de 6 millions de francs, en 12 000 actions de 500 F(1 265 euros). L’usine devenue la « Compagnie de Fives-Lille » a bien grandi depuis son arrivée à Lille. Le site compte 1 500 ouvriers, 95 forges et 500 machines-outils. Ses locomotives peuvent remorquer en montée plus de 65 tonnes à 20 km/h et atteindre 45 km/h en descente avec un convoi de 180 tonnes. Il s’en construit 80 par an. La cadence est inégalée en France et le rayonnement de la Maison, devenue entre-temps Compagnie de Fives Lille, dépasse largement la région Nord. Le 9 août 1867, l’Empereur Napoléon III, qui connaît bien Parent pour l’avoir reçu au Palais des Tuileries avec l’Impératrice Eugénie, vient visiter en personne les ateliers de Fives. En 1868, profitant de la loi de 1867, elle devint une société anonyme "Compagnie de Fives-Lille pour constructions mécaniques et entreprises". La société eut une expansion rapide et fut prospère dans les années 1860. Une aventure fut la construction de 460 km de voie ferre en Russie du Sud, de Kiev à Balta, achevé en 1869. Pour les trois exercices de 1867-1869 les profits annuels moyens furent de 1 585 000 francs 4 millions d'euros) soit 26,4 % du capital de la société. Les actionnaires reçurent des dividendes de 75 F (190 euros) par action de 500 F.
La participation avec Jean-Francois Cail prend fin en 1870, ce qui autorise désormais Fives-Lille à construire du matériel de sucrerie, sous la direction de Jules-César Houel, ce secteur ayant été précédemment réservé à la Société Cail.
Parent & Shaken, livre de septembre à décembre 1855, un premier lot de 9 locomotives mixte de type 120 (33 T) pour le service voyageur des lignes du Rhône et Loire, selon les plans de Bousson et modifiées en cours de construction par Houel et Caillet chefs des ateliers d’Oullins. Parent & Shaken construit un deuxième lot de 16 locomotives mixtes de type 120 (34 T), mis en service de juin 1857 à mars 1858, étudiées par Houel et Caillet sous la direction de Phillips ingénieur en chef du Grand-Central. Ce dernier est entré à l'École des mines à la fin de 1842, Edouard Phillips fut chargé, en 1846, du sous-arrondissement minéralogique de Carcassonne, et, dans la même année, nommé professeur de mécanique et d'exploitation des mines à l'École des mineurs de Saint-Étienne. En 1847, il eut le service des appareils à vapeur de la Seine; en 1849, il se fit recevoir docteur es sciences mathématiques ; puis il fut chargé du contrôle, pour l'État, du matériel et de l'exploitation technique du chemin de fer de l'Est et de quelques autres lignes ; mais il quitta bientôt les services administratifs. Pendant plusieurs années, à partir de 1852, il fut ingénieur du matériel du chemin de fer de l'Ouest, puis ingénieur en chef du matériel et de la voie du chemin de fer Grand-Central. C'est alors que Jules-César Houel maria son fils Gervais Auguste en 1871 avec Louise Marie Laure Philips, fille de Edouard.

## La ferme industrielle d'Avoise (Orne)
Situé en Basse-Normandie, à environ 1,23 km de Radon et 7 km d'Alençon, le site d'Avoise est aussi très ancien puisque connu dès le XIe siècle. Pendant cinq siècles vécut à cet endroit une lignée de petite noblesse, les Avoise, avec les Thibault dès 1085, relevant du comte d'Alençon puis du roi de France. Le Château d'Avoise appartenu même en 1190 à un certain Tetbald (Tetbaldus d'Avesia). Sous l'Ancien régime, du XVIe au XVIIIe siècle, la seigneurie, légèrement plus grande que la commune actuelle, est plusieurs fois cédée à de petits nobles locaux. Le Château d'Avoise est décrit de la manière suivante: "il était pittoresquement situé sur un petit monticule, partis d'une végétation sèche et drue, entre une plaine poussiéreuse couverte de moissons chétives et une humide vallée que dominent les plus antiques ombrages de la forêt d'Écouves. C'est de loin qu'il doit être contemplé car de près, rien n'égale la tristesse de cette ruine, l'aridité de sa façade et la nudité de ses murailles"[non neutre]. Le domaine est éparpillé à la Révolution, puis petit à petit reconstitué. 

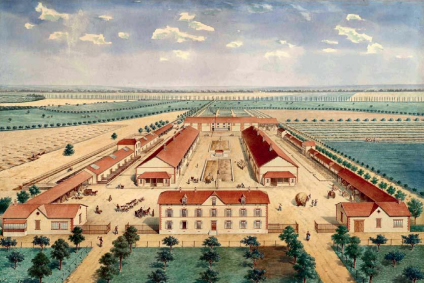
Ferme industrielle

Quand Jules César Houel achète le domaine en 1856 il rase l'ancien manoir et fait édifier un grand centre agricole, pour produire de l'alcool de betteraves à grande échelle. Le ferme-modèle d'Avoise est l'une des trois grandes exploitations agricoles construites dans les années 1850-1860 dans la plaine d'Alençon pour la production d'alcool à 90°, et secondairement de céréales et de bovins. En effet lui-même, Ferdinand Louis Caillet (1818-1875) et un autre ami ingénieur de la compagnie Fives-Lille créent les trois fermes industrielles de distillerie de betteraves de la plaine d'Alençon, Avoise à Radon, Briante à Colombier et la Normanderie au Ménil-Erreux. Ferdinand Louis Caillet était l'un des meilleurs amis de Jules-Cesar Houel, ce dernier fut témoin de son mariage avec Louise Aurélie Cheilus  le 22 janvier 1853. Originaire de l'Orne également a Tournai-sur-Dive (situe a 50 km au nord d'Alencon), Ferdinand Louis Caillet fit l'acquisition de petites exploitations dont les bâtiments furent détruits et construit le domaine de la Normanderie en 1863. Tout comme pour Avoise, une distillerie est reliée par voies Decauville au silo à pulpe, à la grange et à l'étable disposés parallèlement. L'habitation est en face. Le long des autres côtés sont disposés écurie, hangars, porcherie, magasin, conciergerie, dortoir, boulangerie. La finalité de cette organisation est la production déjà transformée d'alcool et de viande, innovation en Basse-Normandie. En 1967 La distillerie de la Normanderie a été raccourcie, ses silos remplacés par une pièce d'eau et la grande maison d'habitation détruite. 

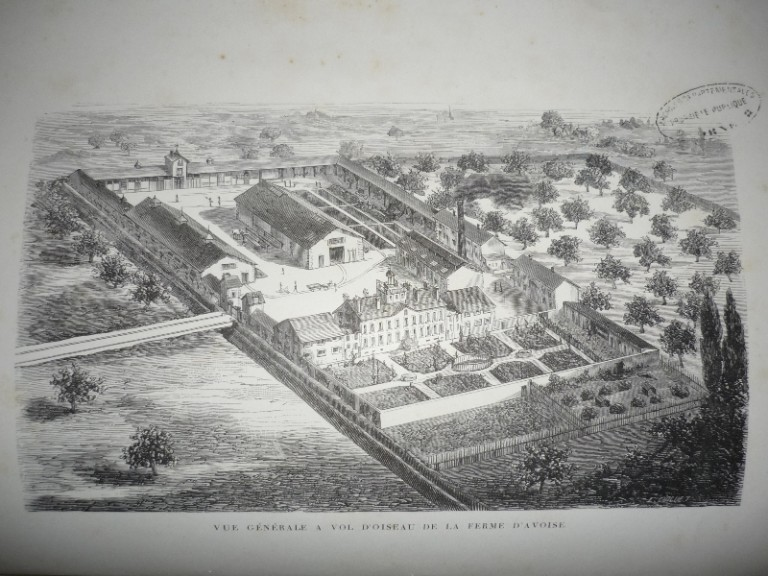
Vue générale d'Avoise

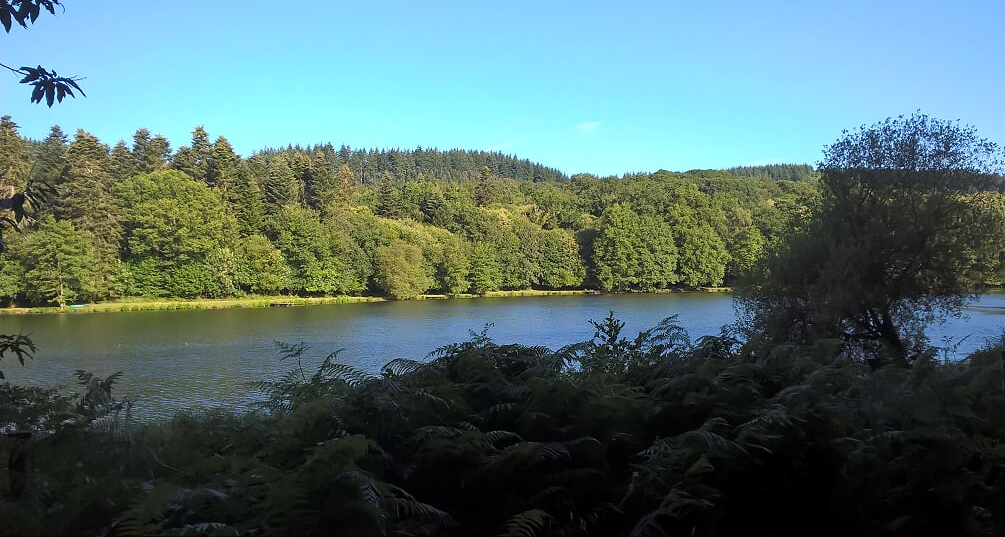
L'Etang

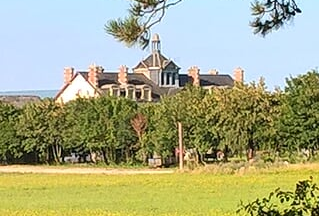
Avoise aujourd'hui

La contenance primitive d'Avoise est de 232 hectares, la surface a été portée à 365 hectares par les acquisitions successives de Jules-Cesar Houel. 300 hectares constituent la ferme, le reste: bois (60 ha), étang (5 ha) et moulin forment la réserve. À l'époque, l'agriculture sur la commune de Radon était peu avancée et les habitants vivant des conditions proches de la misère. L'étendue des fermes avoisinait 45 hectares maximum et le fermage ne dépassait pas 50F (126 euros), cependant la nature du sol, la facilite des debouches, les usages et le caractère de la population semblaient favoriser une entreprise de grande culture. Jules César Houel entreprend alors la construction du domaine. Il forme tout d'abord une enceinte rectangulaire de construction simple d'apparence, formant un ensemble d'une surface de 3 hectares. Au centre de la cour, il élève une majestueuse grange destine à contenir les récoltes du domaine. Cette grange s'avérera par la suite 3 fois trop petite et il érigera une seconde. Il fait construire également une distillerie, établie d'après le modèle Champonnois pour travailler de 4 à 5 millions de kilogrammes de betteraves. La machine à vapeur horizontale de la force de douze chevaux commande par diverses transmissions toutes les machines de la ferme. Le site élève 124 bœufs au début. Très rapidement, Jules César Houel devra acquérir les anciens bâtiments en périphérie du domaine, en outre une vacherie pour 12 vaches, et une écurie pour 26 chevaux. Toutes ces constructions sont reliées par un chemin de fer et portent le cache de la grande industrie. Bon nombre des machines et des équipements furent inventées et fabriquées par les établissements de Fives[réf. nécessaire].
Jules César Houel immobilisa pour ces constructions un premier capital de 467 474 F (1,182 million d'euros). Il entreprit rapidement un grand travail d'assainissement de ses terres par drainage. Il construit en 1859 un immense four à chaux au centre de la propriété. Il put ainsi répandre 3 740 mètres cubes de chaux sur les terres. Il utilisa également la vase de l'étang, engrais très riche en silice et azote, pour la répandre sur le domaine. Ce ne fut pas chose facile considérant la profondeur de l'étang, son étendue (5 hectares) et sa distance par rapport au domaine (2 600 mètres). En dix ans, Jules César Houel dépensa 574 000 F (1,450 million d'euros) dans la fertilisation du domaine. La terre acquit une immense fécondité et lui donna partout les récoltes maxima[réf. nécessaire].
L'entreprise possédait à l'époque 44 charrues, dont 29 dombasles, 2 brabants doubles et 13 charrues pour l'arrachage de la betterave. Les bœufs engraissés sont au nombre de 164 et les travaux sont exécutés par 24 juments percheronnes et 70 bœufs de la race Mancelle et Salers. Les comptes du domaine alors tenus par le régisseur et Jules César Houel lui-même sont d'une minutie exceptionnelle[non neutre]. Il emploie à cette époque plus de 80 ouvriers. Cependant, au bout de 10 ans, c'est avec grande peine qu'il obtient entre 28 et 30 000 kilogrammes de betteraves par hectare. Les réquisitions de toute nature de la guerre franco-prussienne de 1870 et la chute des cours de l'alcool de betterave firent que l'exploitation vit en 1872 ces dernières années de profitabilité. Une nouvelle méthode de production était nécessaire et en 1879, son fils Gervais Auguste Jules Houel arrêta la production d'alcool pour se concentrer sur l'Élevage bovin et de Percherons.
L'entreprise d'Avoise ne fut jamais considérée comme une spéculation. Il ne dépendait que de Jules César Houel de faire fructifier dans l'industrie à laquelle il a rendu d'immenses services, les 2 millions (5 millions d'euros) qu'il a consacré à faire fructifier une distillerie dans son pays natal. Il aurait pu acheter loin d'Alençon une terre présentant des conditions bien supérieures à celle d'Avoise au point de vue des bénéfices, s'il ne l'a pas fait c'est que son cœur généreux et reconnaissant l'a porté à doter son arrondissement d'une nouvelle source de richesses, d'un établissement destiné à perpétuer la mémoire du bienfait qu'il avait reçue dans sa jeunesse.
Les différents propriétaires d’Avoise:
- 1858 – 1876 : Jules César Houel, père
- 1876 – 1900 : Gervais Auguste Jules Houel (Membre de la société des ingénieurs civils du 4 mars 1848), fils
- 1900 – 1948 : Hélène Houel, épouse Paul Garin (fille de Gervais Houel)
- 1948 – 1960 : Ghislaine Duchaussoy (petite nièce d’Hélène), épouse André Jousset

## Distinctions et hommages
Chevalier de la Légion d'honneur (décret du 13 Octobre 1870)
- Administrateur délégué de Fives-Lille
- Administrateur de la Compagnie sucrière de la Somme
- Administrateur de la Compagnie du touage de la basse Seine et de l'Oise
- Fondateur de la ferme industrielle d'Avoise
- Souscripteurs ayant contribué à la reconstitution du Palais de la Légion d'Honneur détruit le 23 mai 1871